# Keith Giffen
Keith Ian Giffen (Queens, Nova York, 30 de novembro de 1952 – Virginia Beach, 9 de outubro de 2023) foi um escritor e desenhista de histórias em quadrinhos estadunidense.

## Biografia
Giffen é conhecido pela sua longa carreira de desenhista, iniciada nos anos 1970 e por seu trabalho de ilustrador e corroteirista da série futurista Legião dos Super-Heróis, nos anos 1980 e 1990. De suas criações, as que mais se destacam são o mercenário espacial Lobo, em parceria com Roger Slifer, e o irreverente aspirante a herói, Besouro Bisonho.
Seu primeiro trabalho publicado foi "A Espada e A Estrela", uma série em preto-e-branco apresentada pela Marvel Preview, com o escritor Bill Mantlo. Giffen já colaborou em diversas séries para várias companhias, como All Star Comics, Liga da Justiça Internacional, Senhor Destino, Esquadrão Suicida e Hecker. Também foi responsável pela tradução para o inglês dos mangás Battle Royale e Ikki Tousen, bem como a criação de I Luv Halloween para Tokyopop.
Ele esteve afastado da indústria dos quadrinhos por alguns anos, trabalhando como roteirista para televisão e cinema. Voltou aos quadrinhos com 52 para a DC Comics, Tag e Hero Squared, para Boom! Studios, I Luv Halloween para Tokyopop e Grunts para Arcana Studios. Muitos destes em co-autoria com seu frequente colaborador Shannon Denton. Para a Marvel Comics, Giffen retomou a parceria dos tempos de Liga da Justiça Internacional com JM DeMatteis e Kevin Maguire em 2005, para o volume três da série Defensores. Também foi um dos principais escritores do crossover Aniquilação, lançado em 2006.

### Morte
Keith Giffen morreu em 9 de outubro de 2023, em decorrência de um AVC. Em sua página na rede social Facebook, a família comunicou sua morte em forma de piada, respeitando um desejo do próprio autor:
Eu disse a eles que estava doente...

 Qualquer coisa para não ir à New York Comic Con.

 Obrigado.

 Keith Giffen (1952-2023)
 Bwah ha ha ha ha— Kieth Giffen
A DC Comics publicou homenagens ao artista em suas revistas, com um desenho seu, acompanhado de todos os personagens criados por ele para a editora, ilustrado por Kevin Maguire. Também houve depoimentos de seus amigos e parceiros de trabalho. A Marvel Comics também prestou homenagem à Giffen.